# Arrakis (fictieve planeet)
Arrakis (ook bekend als Duin) is de naam van een fictieve planeet in het Duin-universum van Frank Herbert.
De woestijnplaneet wordt gekenmerkt door een bijna totaal gebrek aan (vrij beschikbaar) water. De oppervlakte bestaat vrijwel volledig uit zand en rotsen. In het zand leven zandwormen die de specie (melange) produceren, een buitengewoon kostbare stof die alleen op Arrakis te vinden is, en die essentieel is voor onder meer interstellair transport. De Vrijmans vormen de inheemse bevolking van de planeet, die bestuurd en mede bevolkt wordt door wisselende dynastieën, waaronder de geslachten Harkonnen en Atreides. Dankzij de specie heeft de planeet een centrale positie in de boeken (en de daarvan afgeleide media). Arrakis staat in de verschillende verhalen ook bekend onder de naam Duin.
In de Duin-serie wordt beschreven dat Arrakis tijdens de regering van Leto II Atreides getransformeerd wordt tot een grotendeels groene en vruchtbare planeet. Later wordt Arrakis hernoemd tot Rakis.

## Trivia
Er is een echte ster die Arrakis heet. Frank Herbert heeft in zijn boeken meer namen van echte sterren gebruikt.